# International University of Monaco

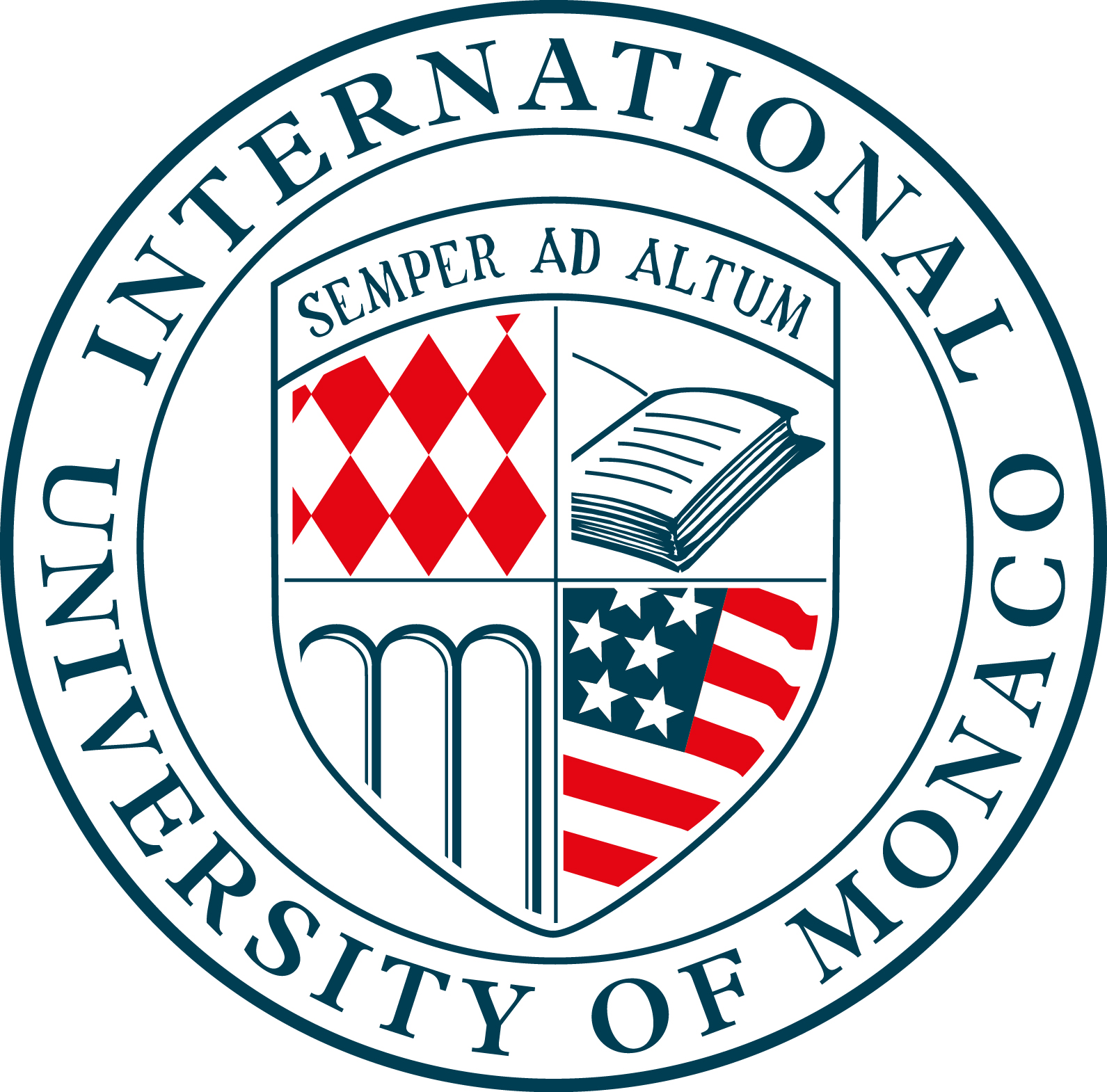
Sigillo

La International University of Monaco (IUM), già University of Southern Europe (Università dell'Europa meridionale), è una istituzione indipendente situata nel Principato di Monaco, specializzata nell'educazione del business e della finanza.

## Struttura
Tutti i corsi vengono svolti in inglese.
Gli insegnamenti afferiscono a due aree principali:
- Business
- Comunicazione